# بردول ابی
بردول ابی (به انگلیسی: Bradwell Abbey) یک روستا و محله مدنی در بریتانیا است که در باکینگهام‌شر واقع شده‌است. بردول ابی ۶٬۵۴۴ نفر جمعیت دارد.